# Coelites digitorum
Coelites digitorum är en fjärilsart som beskrevs av James John Joicey och Talbot 1921. Coelites digitorum ingår i släktet Coelites och familjen praktfjärilar. Inga underarter finns listade i Catalogue of Life.